# José Piendibene

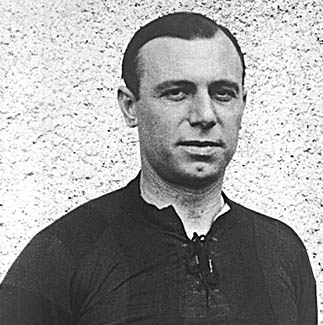
Fotografia do atacante uruguaio José Piendibene, com sua camisa do Peñarol

José Piendibene (Montevidéu, 10 de junho de 1890- idem 12 de novembro de 1969) foi um futebolista uruguaio.

## Carreira
Primeiro grande maestro do futebol uruguaio. Atacante alto e de grande vigor físico,começou em quadros de pequena expressão mas com apenas 17 anos, em 1908, chega ao Peñarol, quando esse clube ainda era denominado como C.U.R.C.C.(Central Uruguayan Railway Cricket Club), defendendo suas cores até o final da carreira em 1928. Em 506 partidas pelo manya assinalou 253 gols.
Brilhou também na Seleção Uruguaia nos anos 10, contribuindo para a primeira conquista de relevo para os celestes: o primeiro Campeonato sul-americano de futebol, realizado em Buenos Aires em 1916, marcando o primeiro gol da história da competição conhecida hoje como Copa América. Ganharia outro campeonato sul-americano em 1920, em Valparaíso (Chile); foi memorável sua atuação contra a seleção brasileira em uma partida que foi vencida pelos uruguaios por 6x0. Pela Celeste foram 40 atuações e 21 gols. Foi o jogador que mais gols marcou no clássico do Rio da Prata, contra os argentinos (17 gols).
Infelizmente não participou das glórias olímpicas do futebol uruguaio. Em 1924, quando dos Jogos Olímpicos de Paris, o Peñarol estava brigado com a Associação Uruguaia de Futebol.
Foi um atleta de tanta transcendência em sua época que a sua fama atravesou o Rio da Prata: uma enquete da nova mas já afamada revista El Gráfico com os aficcionados argentinos, em 1922, o colocou como o melhor jogador de seu tempo. O que é muita coisa se olharmos a crescente rivalidade entre argentnos e uruguaios nesse período.
Foi chamado de El astro maximo del fútbol, pela sua técnica e era considerado um grande desportista, de um grande fair play, a ponto de não comemorar efusivamente os seus gols para não ofender os adversários .

## Títulos
- Campeão uruguaio pelo Peñarol em 1911, 1918, 1921, 1924 (F.U.F) e 1926.

- Campeão da Copa América pela seleção uruguaia em 1916, 1917 e 1920.

- Campeão da Copa Lipton pela seleção uruguaia em 1910, 1911 e 1912.